# Pere Joan Ravetllat
Pere Joan Ravetllat (Barcelona, 1956) es doctor arquitecto y catedrático de proyectos en la Escuela Superior de Arquitectura de Barcelona ETSAB, UPC. Su trayectoria ha sido relevante en el panorama catalán de arquitectura contemporánea en temas de rehabilitación y vivienda gracias a publicaciones como “Des dels edificis”, “LIMITS” o “Barcelona 60’s”, esta última finalista de los premios FAD de pensamiento y crítica 2021; y a proyectos como la Casa Golferichs, (1988): primer equipamiento salvado del derribo gracias a un movimiento vecinal, o la rehabilitación del Mercat de Sant Antoni uno de los edificios más emblemáticos de la arquitectura del hierro de la ciudad.
En 1984, cursó el "Master Science in Building Design” en la Columbia University de Nueva York, donde se graduó el 1986. Desde entonces y hasta 2017 desarrolló su trabajo profesional conjuntamente con Carme Ribas Seix (Ravetllat Ribas). En el año 2000 expuso su trabajo en el pabellón español de la Biennal de Venecia y en el 2004 formó parte de la Exposición 'Architecture Catalane 2004-2009, Cité de l’Architecture et du Patrimoine" en París.
Su actividad docente y profesional ha estado centrada en el proyecto de vivienda, la rehabilitación y la recuperación de edificios, y la relación de la arquitectura con el espacio público, con numerosas obras construidas. Es el responsable del curso "Vivienda y Ciudad" en la ETSAB, un curso dedicado a la contribución del programa residencial en los entornos urbanos. Es coautor del libro “Habitatge i Tipus a l’arquitectura catalana” (1989) y autor del libro “Bloques de viviendas” (1992). Es coordinador de la línea de Rehabilitación y Restauración arquitectónica del Máster MBArch UPC y responsable del Grupo de Investigación REARQ UPC donde se desarrollan diferentes líneas de trabajo sobre la rehabilitación.

## Obras destacadas
- Rehabilitación Casa Golferichs (1988)[4]
- Paseo Garcia Fària (2005)[8]
- Viviendas Frente Fluvial Besós (2010)[9]
- Rehabilitación Can Marfá (2011)[10]
- Campus Tierras del Ebro en Tortosa (2011)[11]
- Rehabilitación del Mercado de San Antonio (2018)[5]
- Entorno de las Huertas de Caldas de Montbuy (2019)[12]